# Royal Highness
皇家殿下是英國、丹麥、挪威、瑞典等君主立憲制國家對王室成員的敬稱。君主及其配偶則通常使用陛下敬稱。
當作為一種直接的稱呼形式使用時，應使用「Your Royal Highness」；當用作第三人稱稱呼時，應視對象的性別使用「His/Her Royal Highness（HRH）」；複數則是「Their Royal Highnesses（TRH）」。在中文語境則統一使用殿下作為後綴敬稱。

## 起源
在17世紀，意大利的地方統治者皆使用曾經專屬於國王和皇帝使用的殿下敬稱。根據德尼·狄德羅的《百科全書》所述，殿下的稱呼最初起源於西班牙國王腓力三世的幼子、托萊多總主教費爾南多樞機。他在前往低地國家的途中路經意大利，並拒絕在會面中稱呼維托里奧·阿梅迪奧一世為殿下，除非對方敬稱他為殿下。殿下的第一次文字記錄則出現在1633年，法蘭西國王亨利四世的幼子奧爾良公爵加斯東在布魯塞爾聽聞並採用了殿下作為自己的敬稱。加斯東的子女其後亦使用殿下敬稱，並將其視作他們身為國王之孫的特權。
到了18世紀，殿下成為了歐洲大陸上稱國王或女王的王朝的王室成員的敬稱。神聖羅馬皇帝、波蘭國王及多瑙河大公等實行選舉君主制的君主的家人是否使用殿下敬稱則並無明確規範。在神聖羅馬帝國於1806年解體後，多名德意志帝國的選帝侯宣稱自己為大公爵，他們及其長子和配偶則據此使用殿下敬稱。

## 英國
根據英國憲法規定，殿下（或）稱號只能經由英皇制誥授予君主的子女和孫子女（但不包括外孫），殿下敬稱的擁有者因此一般都具有親王、王子、王妃或公主身份。若一名王子同時擁有公爵爵位（擁有女公爵頭銜的公主同理），那他就可以被稱作「公爵殿下」。比如康諾特和斯特拉森公爵是英國王室成員、維多利亞女王的兒子，故可以使用殿下頭銜；而德文郡公爵則非王室成員，只能使用閣下（His Grace）敬稱。愛德華八世在1936年宣佈退位後獲冊封為溫莎公爵殿下，妻子華麗絲·辛普森則循此獲封為溫莎公爵夫人，但未獲准使用殿下頭銜。愛德華在餘生仍一直努力說服國王賜予妻子殿下敬稱，但最終未能如願。
按照喬治五世在1917年頒佈的英皇制誥，君主的兒子、女兒及兒子的子女均可使用殿下敬稱。因此，約克公爵安德魯王子的兩個女兒碧翠絲公主和尤金妮公主皆擁有殿下頭銜，但安妮長公主的子女彼得·菲利浦斯及扎拉·廷德爾則沒有。愛丁堡公爵愛德華王子的兩名子女雖符合資格，但在愛德華王子伉儷的要求下，他們的稱謂改為比照公爵的子女處理，故二人被稱作路易絲·蒙巴頓-溫莎女勳爵和塞文子爵詹姆士，但二人實際上仍保留了殿下敬稱。
另外，根據1917年的英皇制誥，威爾斯親王的長子的長子亦可擁有殿下頭銜。伊莉莎白二世在劍橋的喬治王子於2012年出生前，通過頒佈制誥改為允許威爾斯親王長子的所有子女皆可使用殿下敬稱，即回復到維多利亞女王於1898年頒佈的規範；但新制誥中未提及威爾斯親王的其他孫子女，故薩塞克斯公爵哈利王子的子女亞契·蒙巴頓-溫莎和莉莉白·蒙巴頓-溫莎未自動獲得王子、公主身份和殿下頭銜。
2020年1月18日，伊莉莎白二世宣佈薩塞克斯公爵哈利王子和公爵夫人梅根由於宣佈脫離英國王室，二人將不再使用殿下敬稱，其子女即使在伊莉莎白二世駕崩後也因此未獲王室允准使用殿下頭銜。2022年1月13日，約克公爵安德魯王子在性侵指控下，不再以公務身份使用殿下敬稱。
根據1996年8月21日頒佈的一份英皇制誥，王室成員的妻子若離婚或寡居後再婚，將不再被允准保留殿下敬稱。比如威爾斯王妃殿下和約克公爵夫人殿下在離異後只被分別稱為威爾斯王妃黛安娜和約克公爵夫人莎拉。這項規定與一般貴族離異的妻子相同。

## 荷蘭
根據荷蘭法律，「荷蘭王子／公主／王妃殿下」頭銜和殿下敬稱只能被授予：
- 退位的前任君主
- 女性君主的丈夫
- 王位的法定繼承人、其配偶及其子女
- 君主的婚生子女
- 君主的婚生子的妻子

荷蘭王室成員可以被額外授予「奧倫治-拿索王子／公主／王妃殿下」頭銜；前王室成員在失去王室成員資格的三個月內亦可被賜予這個頭銜。擁有此頭銜但非荷蘭王子／公主／王妃殿下者，則會使用殿下敬稱，比如朱麗安娜女王的幼女瑪格麗特公主的子女。
王室成員或失去資格三個月以內的前王室成員可以經由王室法令被賜予荷蘭貴族身份，並據此獲得閣下（His/Her Highborn Lord/Lady）敬稱。荷蘭國王威廉-亞歷山大幼弟康士坦丁王子的子女就循此例被冊封為「奧倫治-拿索伯爵／女伯爵閣下」，並可按照長子繼承制世襲爵位。

## 挪威
殿下（Royal Highness）敬稱只獲授予挪威君主的子女和法定繼承人最年長的子嗣。法定繼承人的其餘子女則使用殿下（Highness）敬稱，如斯維爾·馬格努斯王子。

## 西班牙
阿斯圖里亞斯親王、阿斯圖里亞斯王妃、西班牙王子和王女（Infante de España）均可使用殿下敬稱。西班牙王子和王女包括了君主的子女和阿斯圖里亞斯親王的子女；王子或王女的配偶不會循婚姻取得王子或王女身份，故不會被敬稱為殿下，但他們一般都會隨配偶擁有公爵或公爵夫人頭銜，並與王子或王女的子女，以及西班牙貴族一樣可使用閣下（The Most Excellent）敬稱。
女性君主的丈夫按例可以使用「親王殿下」頭銜，但西班牙歷史上迄今唯一一位女性君主伊莎貝拉二世的配偶加的斯公爵法蘭西斯科被冊封為配國王，故使用陛下敬稱。

## 瑞典
維多利亞王儲在2010年與平民身份的奧洛夫·丹尼爾·韋斯特林·貝爾納多特結婚後，瑞典王室宣佈奧洛夫往後會被使用「西約特蘭公爵丹尼爾親王殿下」的頭銜，與包括韋蘭姆公爵卡爾·菲利普王子在內的其他瑞典王子的相應頭銜一樣。奧洛夫因此可以使用殿下敬稱，並成為瑞典王室的成員。
海爾辛蘭及耶斯特里克蘭女公爵瑪德琳公主於2013年和同樣是平民身份的銀行家克里斯多福·奧尼爾成婚，但她並未在婚後改冠夫姓，而是保留了瑞典王室的傳統姓氏伯納多特及殿下敬稱；二人的子女亦獲准使用殿下敬稱。克里斯多福則未遵循丹尼爾親王的先例，而是拒絕改入瑞典國籍，並希望保留英國和美國的雙重國籍；他因此未有成為瑞典王室的成員，亦不能隨妻子獲得海爾辛蘭及耶斯特里克蘭公爵頭銜，而是仍然保留普通公民身份。若要保留瑞典王室身份及繼承瑞典王位的權利，二人的孩子則須在瑞典本土長大，且是瑞典教會的信徒。
卡爾十六世·古斯塔夫於2019年10月宣佈，除了維多利亞王儲的子女以外，他的孫子女將不再繼續使用殿下敬稱，但仍繼續保留王子／公主頭銜。